# Assassin’s Creed III

## Főszereplő
Connor Kenway, indián nevén Ratonhnhaké:ton [kb. rödünhögeiddún] egy őslakos amerikai assassin volt, aki a gyarmati Amerikában élt a 18. század második felében. 1756-ban született Kanatahsétonban, a Mohawk-folyó völgyében, a mohawk törzs sarjaként. Desmond Miles egyik őse. Először az Assassin's Creed III főszereplőjeként ismeri meg a játékos, majd kisebb szerepekben tűnik fel az Assassin's Creed III: Liberationben, illetve az Assassin's Creed: Forsakenben. Noah Watts szinkronszínész alakítja.

### Életrajz

Connor csuklya nélkül

Ratonhnhaké:ton apja brit, anyja pedig mohawk indián volt, így anyja törzsében nevelkedett, apja nélkül. Gyermekkorában súlyos szenvedéseken ment keresztül, leginkább a törzs összecsapásai alatt az európai gyarmatokkal; ezek a konfliktusok akkor érték el csúcspontjukat, amikor a gyarmati erők lerombolták a fiú szülőfaluját.
Ez az esemény sarkallta arra, hogy az emberek igazságát keresse, és harcoljon a zsarnoksággal bárhol, ahol találkozik vele. Törekvései vezették arra, hogy 1770-ben csatlakozzon az Assassin Rendhez, és ekkor vette fel a Connor nevet is, hogy könnyebben utazhasson a gyarmatok között.
Öt évvel később tört ki az Amerikai függetlenségi háború, és Connor hamar az amerikai forradalmárok oldalán találta magát, George Washington és Benjamin Franklin mellett, leginkább az általuk képviselt eszmékben való hite miatt.
Ekkoriban találkozott más nevezetes személyekkel is, Charles Lee-vel éppúgy, mint Paul Revere-rel vagy Samuel Adamsszel.

### Jellegzetességek és személyiség
"Connor egyike azoknak, akik kiváló emberismerők, képesek megkülönböztetni a jót a rossztól... Nem egy szürke egyéniség.”
—Alex Hutchinson, az Assassin's Creed III kreatív rendezője.
Connor figyelmes és heves személyiség, kimondatlan szavai gyakran éppen olyan jelentőségteljesek, mint a kimondottak. Mozgása egy ragadozóéra emlékeztet, állandóan a föld közelében halad, az ellenséges támadások alatt mozogva.
Erősen hitt abban, hogy megmentheti mind őslakos indián nemzetségét, mind hazáját az európai hódítóktól, akiket egyszerűen "kívülállóknak" nevezett. Azonban később rájött, hogy származása miatt ő is része annak a problémának, aminek a megoldását keresi.

### Felszerelés és képességek
Connor képzett szabadfutó, tud fára mászni, azok ágain lengeni, és egyikről a másikra ugrani, valamint a sziklák és egyéb természetes képződmények sem képeznek számára megmászhatatlan akadályt. Városi környezetben is könnyedén halad, átcsúszik bizonyos tárgyak alatt, vagy át tud ugrani a városi környezet elemein.
Folyamatos mozgásának köszönhetően több fegyvert is kitűnően használ – többek közt a tomahawkot, az íjat, a kovás pisztolyt, a puskát, a kötéltüskét, valamint a rejtett penge kifordítható tőrként használható verzióját – és egyszerre két fegyverrel is tud vívni. Ezenfelül, akárcsak elődei, ő is rendelkezik a "saslátás" néven ismert hatodik érzékkel.
Connor kék szegélyű, fehér, csuklyás ruhát hord vékony selyemövvel, melyet az asszaszin jelkép díszít, valamint barna csizmát visel térd fölé érő harisnyával.
A háború alatt Connor lett az "Aquila" nevű hajó kapitánya, mellyel az Északi- és a Karib-tengeren hajózott, illetve harcba szállt a brit Királyi Flottával. A fedélzeten kék egyenruhát és háromszögletű, ún. trikorn kalapot visel.